# فريدي أغيلار
فريدي أغيلار (05 فبراير 1953 – 27 مايو 2025) هو مغني وكاتب أغاني فلبيني، ولد في 5 فبراير 1953 في إيلاغان في الفلبين.

## وصلات خارجية
- الموقع الرسمي
- فريدي أغيلار على موقع IMDb (الإنجليزية)
- فريدي أغيلار على موقع ميوزك برينز (الإنجليزية)
- فريدي أغيلار على موقع أول ميوزيك (الإنجليزية)
- فريدي أغيلار على موقع ديسكوغز (الإنجليزية)